# Antonij Petruševyč
Antonij Petruševyč, cyrilicí Антоній Петрушевич, polsky též Antoni Petruszewicz (18. ledna 1821 Dobrjany – 23. nebo 25. září 1913 Lvov), byl rakouský řeckokatolický duchovní, historik, etnograf a politik rusínské (ukrajinské) národnosti z Haliče, v 2. polovině 19. století poslanec Říšské rady.

## Biografie
Vystudoval gymnázium ve Stryji, pak bohoslovectví ve Lvově a v roce 1847 byl vysvěcen na řeckokatolického kněze. Působil jako kaplan u arcibiskupa Mychajla Levyckého v Univě. Když Levyckyj roku 1858 zemřel, přešel Petruševyč do Lvova jako kapitulní kanovník, později prelát v katedrále sv. Jiří. Zabýval se i podporou umění. Působil jako zemský konzervátor pro umělecké památky a církevní památky. Publikoval četné studie na téma rusínských dějin a dějin tamní církve. Napsal i etnografická a filologická díla. V roce 1848 spoluzakládal haličsko-ruskou matici a patřil mezi první ukrajinské archeology. Napsal rozsáhlý slovník slovanských nářečí, který ale ještě v době jeho úmrtí zůstával jen v rukopisné fázi. Byl členem české akademie věd.
Angažoval se v politice. Náležel zpočátku do ukrajinofilského křídla rusínské haličské komunity, později byl rusofilsky orientován. V letech 1861–1883 zasedal jako poslanec Haličského zemského sněmu. Byl i poslancem Říšské rady (celostátního parlamentu), kam usedl v prvních přímých volbách roku 1873 za kurii venkovských obcí v Haliči, obvod Kałusz, Dolina, Bóbrka atd. V roce 1873 se uvádí jako Anton Petruszewicz, řeckokatolický kněz, bytem Lvov. V parlamentu zastupoval provládní rusínský blok. Ten v roce 1873 čítal 15–16 poslanců (jeden poslanec, Stepan Kačala, kolísal mezi rusínským a polským táborem). Petruševyč náležel mezi deset rusínských poslanců z řad řeckokatolického kléru. Rusíni zpočátku v roce 1873 tvořili jen volnou skupinu, která v parlamentu vystupovala jako spojenec německorakouské centralisticky a liberálně orientované Ústavní strany. Brzy však vznikl samostatný Rusínský klub. Jako člen Rusínského klubu se uvádí i v roce 1878.
Zemřel v září 1913.